# Aulan
Aulan [olɑ̃] (okzitanisch: gleichlautend) ist ein Ort und eine Gemeinde mit 8 Einwohnern (Stand 1. Januar 2022) im Département Drôme in der südfranzösischen Region Auvergne-Rhône-Alpes. Gemessen an der Einwohnerzahl ist Aulan eine der kleinsten Gemeinden Frankreichs.

## Lage
Der Ort Aulan liegt im Südwesten des Départements Drôme, nahe der Grenze zum Département Vaucluse in einer Höhe von etwa 750 m am Oberlauf des Flüsschens Toulourenc; die nächstgrößere Stadt, Carpentras, befindet sich rund 60 km (Fahrtstrecke) südwestlich. Die bereits in gallorömischer Zeit genutzten Thermalquellen von Montbrun-les-Bains befinden sich etwa 8 km südlich.

## Bevölkerungsentwicklung
| Jahr                       | 1800 | 1851 | 1901 | 1954 | 1999 | 2013 |
| -------------------------- | ---- | ---- | ---- | ---- | ---- | ---- |
| Einwohner                  | 156  | 189  | 60   | 17   | 5    | 10   |
| Quellen: Cassini und INSEE |      |      |      |      |      |      |

Der kontinuierliche Bevölkerungsrückgang ist im Wesentlichen auf die zunehmende Mechanisierung der Landwirtschaft und den daraus resultierenden Verlust an Arbeitsplätzen zurückzuführen.

## Wirtschaft
Die Einwohner des abgelegenen Ortes lebten jahrhundertelang als Selbstversorger von der Landwirtschaft (Feldbau und Viehzucht); auch ein wenig Wein wurde angebaut. Der Ort besitzt auch heute noch das Recht zur Vermarktung seiner Weintrauben über die Appellationen Comtés Rhodaniens, Coteaux des Baronnies, Mediterranée und Drôme; ob allerdings wegen der Höhenlage des Ortes überhaupt noch Wein produziert wird, ist unklar. Traditionell gibt es einige kleinere Lavendelfelder. Der Tourismus spielt heutzutage jedoch eine weitaus bedeutsamere Rolle im Wirtschaftsleben der Gemeinde.

## Geschichte
Auf dem Gemeindegebiet wurden prähistorische und römische Kleinfunde gemacht. Im 12. Jahrhundert besaß die Abtei Saint-André de Villeneuve-lès-Avignon hier das Priorat Saint-Pierre-de-Cumbis. Die den Ort überragende mittelalterliche Burg (château) wurde von ihren Besitzern in den nachfolgenden Jahrhunderten immer wieder erweitert.

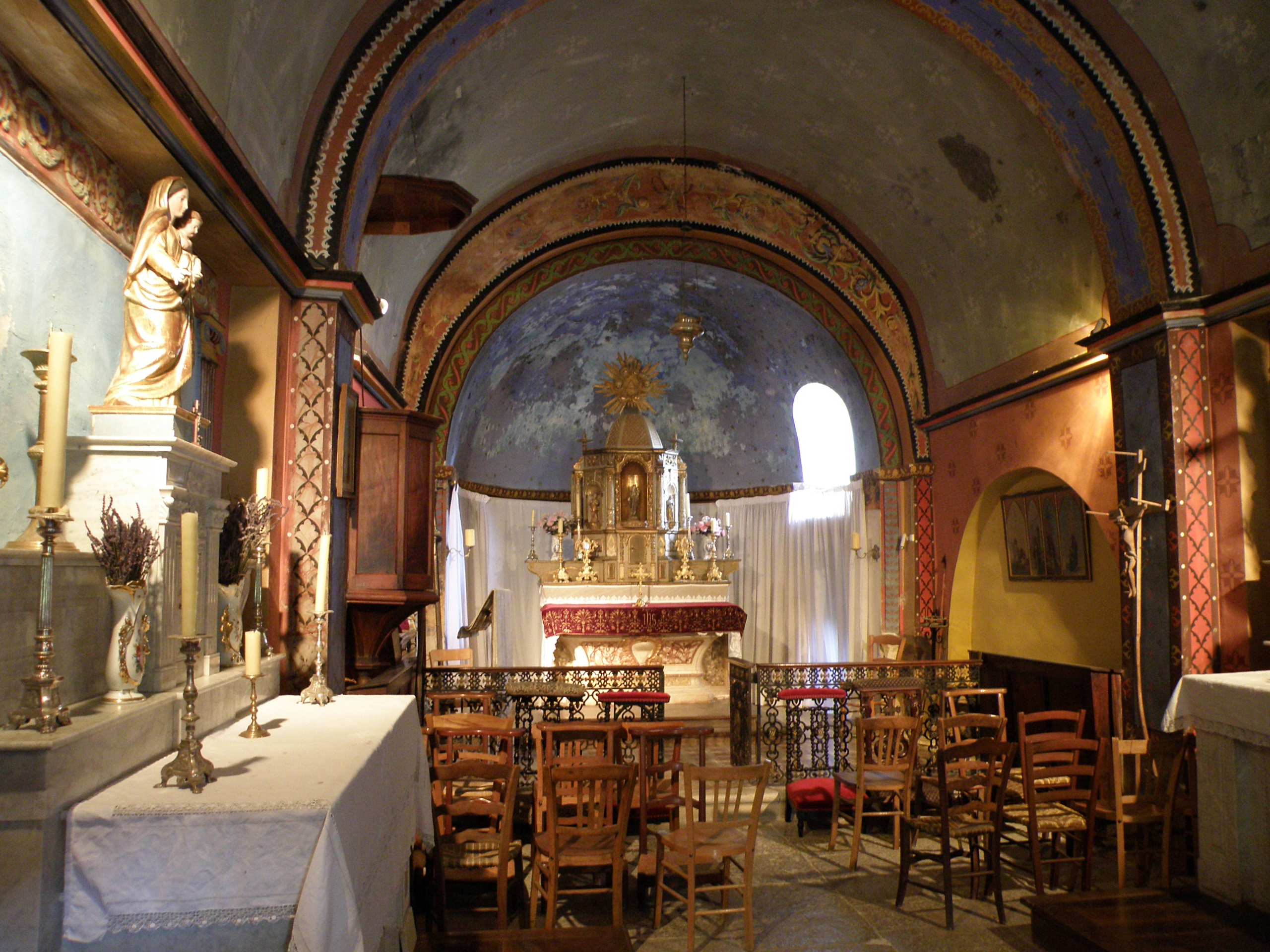
Innenraum der Pfarrkirche Saint-Jacques

## Sehenswürdigkeiten
- Die einschiffige Pfarrkirche Saint-Jacques stammt aus dem 12. Jahrhundert und ist aus nur grob behauenen Bruchsteinen errichtet. Ihre Fassade wurde im 17. Jahrhundert mit einfachen Mitteln neugestaltet; über der Apsis erhebt sich ein einfacher Glockengiebel (clocher mur). Das Innere der Kirche ist stellenweise mit dekorativen Malereien ausgestattet; der Altar ist ein Werk des 18. Jahrhunderts.
- Die sich oberhalb des Ortes erhebende Burg stammt ursprünglich aus dem Mittelalter; sie wurde jedoch von ihren Besitzern in den nachfolgenden Jahrhunderten immer wieder erweitert. Der heutige Gebäudekomplex befindet sich in Privatbesitz, er ist jedoch in den Sommermonaten zu besichtigen. Die Burg wurde im Jahr 1950 in Teilen als Monument historique eingestuft.[2]

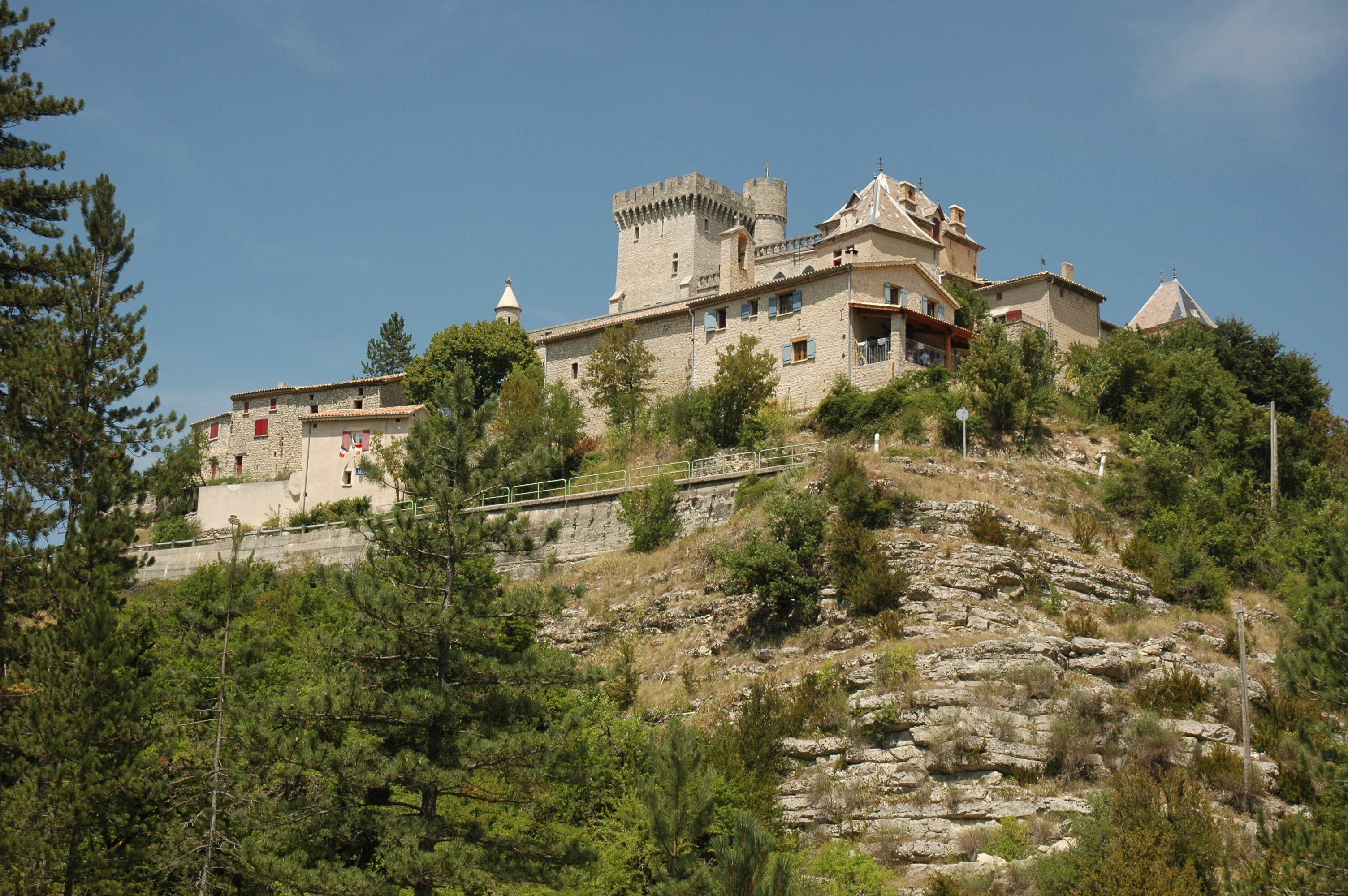
Burg
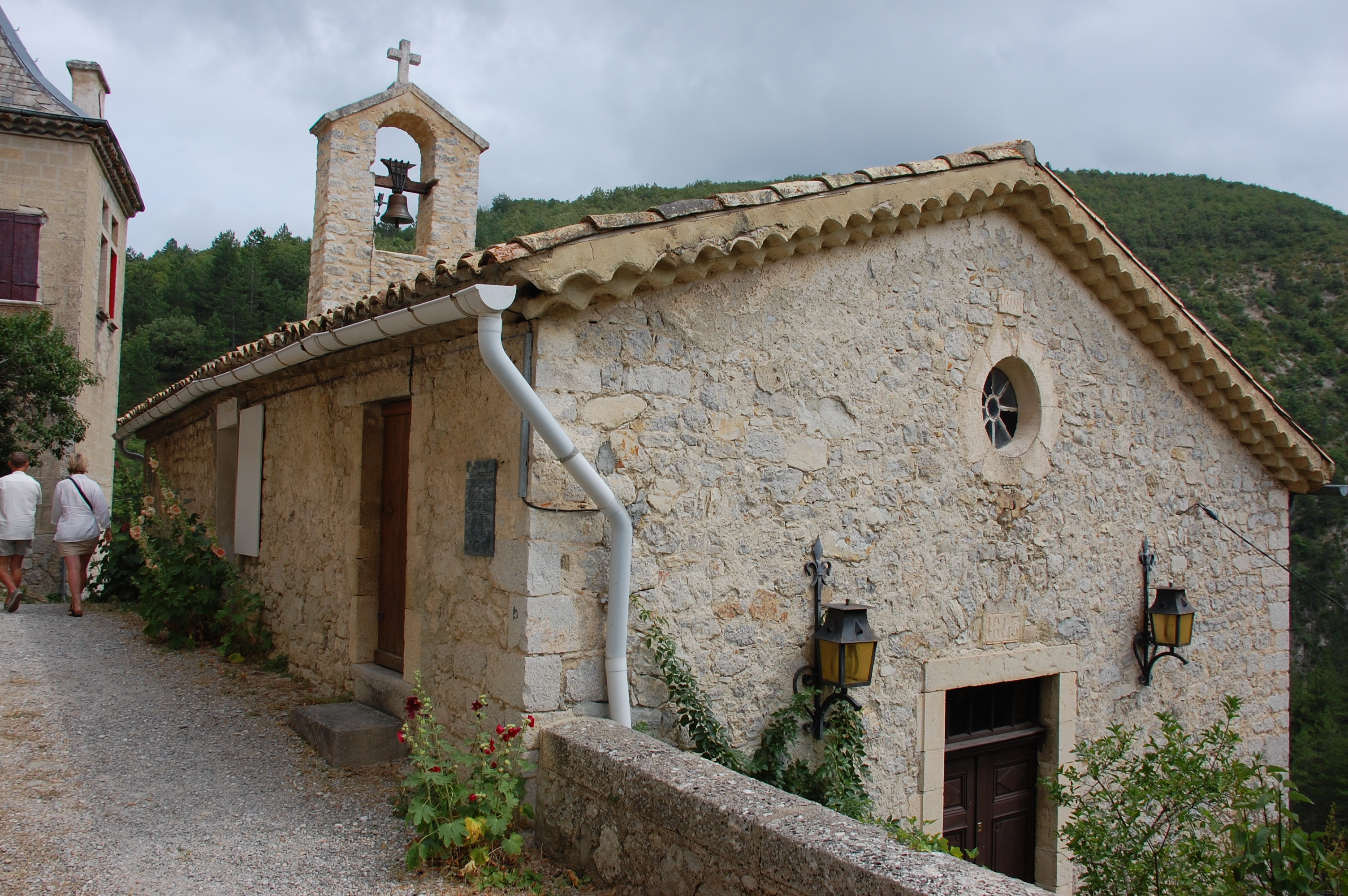
Kirche Saint-Jacques